# 재효
재효(본명: 안재효, 安宰孝, 1990년 12월 23일 ~ )은 대한민국의 보이 그룹 블락비의 일원으로, 서브 보컬을 맡고 있다.

## 학력
영동고등학교 (졸업)
- 글로벌사이버대학교 방송연예학과 (학사)

## 작품 활동

### 예능
- 《출발드림팀2》 (출연)
- 《게임쇼 유희낙락》 (출연)
- 《LIFETIME UP!PRETTY》 (출연)
- 《게임돌림픽》 (출연)
- 《방판소년단(BPS)》 (출연)
- 《왈가닥뷰티》 (출연)

### 드라마
- 《천 번째 남자》